# Sólyomszem (televíziós sorozat)
A Sólyomszem (eredeti cím: Hawkeye) 2021-es amerikai szuperhős-sorozat, amelyet Jonathan Igla alkotott. A főbb szerepekben Jeremy Renner, Hailee Steinfeld, Tony Dalton, Alaqua Cox, Vera Farmiga, Fra Fee, Zahn McClarnon és Brian d'Arcy James látható.
A 6 részes sorozat premierje a Disney+-on volt 2021. november 24-én, míg Magyarországon 2022. június 14-én.
A produkció Clint Barton és Kate Bishop karaktereit jeleníti meg. Ez a Marvel által készített ötödik televíziós sorozat, amely az MCU történéseihez tartozik.

## Cselekmény
A történet a Bosszúállók: Végjáték eseményei után játszódik. A cselekmény szerint Clint nyugodt életet él a "pittyentés" által visszatért családjával, amíg a múltja utol nem éri őt. Roninként sok ellenséget szerzett magának és miután értesül róla, hogy valaki az akkori identitását használja, közbeavatkozik. Így találkozik Kate Bishop-pal akivel együttműködve szállnak szembe a gonosztevőkkel.

## Szereplők

### Főszereplők
| Szereplő                      | Színész                               | Magyar hang                         | Leírás |
| ----------------------------- | ------------------------------------- | ----------------------------------- | --- |
| Clint Barton / Sólyomszem     | Jeremy Renner                         | Stohl András                        | Egykori bosszúálló és a S.H.I.E.L.D. ügynöke. Kiváló íjász. A Thanos általi pityenés utáni öt évben Ronin álnéven rengeteg maffiózóval végzett világszerte.                                       |
| Kate Bishop / Sólyomszem      | Hailee Steinfeld Clara Stack (fiatal) | Csuha Bori Hegedűs Johanna (fiatal) | 22 éves Sólyomszem rajongó, aki Roninnak álcázza magát, ezzel felhívva Barton figyelmét. Később pártfogoltja lesz és kiképezi a lányt.                                                            |
| Jack Duquesne                 | Tony Dalton                           | Szabó Sipos Barnabás                | Eleanor új vőlegénye és Armand unokaöccse. |
| Kazi                          | Fra Fee                               | Hajdu Tibor                         | A Melegítősök zsoldosa. |
| David Bishop                  | Brian d’Arcy James                    | Varga Gábor                         | Kate apja. |
| Ivan Banionis                 | Aleks Paunovic                        | Ficzere Béla                        | A Melegítősök tagjai. |
| Tomas Delgado                 | Piotr Adamczyk                        | Sarádi Zsolt                        | A Melegítősök tagjai. |
| Laura Barton                  | Linda Cardellini                      | Bognár Anna                         | Clint felesége és a S.H.I.E.L.D. egykori ügynöke. |
| Armand Duquesne III           | Simon Callow                          | Barbinek Péter                      | Jack nagybátyja. |
| Eleanor Bishop                | Vera Farmiga                          | Szávai Viktória                     | Kate anyja és a Bishop Biztonsági cég vezérigazgatója. |
| Maya Lopez / Echo             | Alaqua Cox                            | Nem beszél                          | Siket indián, mások mozgását képes lemásolni. A Melegítősök vezetője. |
| William Lopez                 | Zahn McClarnon                        | Takátsy Péter                       | Maya apja, aki egykor a Melegítősök vezetője volt. |
| Yelena Belova / Fekete Özvegy | Florence Pugh                         | Mikecz Estilla                      | Orosz kém, akit a Vörös Szobában képeztek ki Fekete Özvegynek. Jelenleg Valentina Allegra de Fontaine-nak dolgozik, aki elhitette vele, hogy Natasa haláláért Clint a felelős, ezért vadászik rá. |
| Wilson Fisk / Vezér           | Vincent D’Onofrio                     | Rába Roland                         | Befolyásos New York-i üzletember és bűnöző. |

### Mellékszereplők
| Szereplő             | Színész                 | Magyar hang         | Leírás                                                |
| -------------------- | ----------------------- | ------------------- | ----------------------------------------------------- |
| Lila Barton          | Ava Russo               | Mayer Szonja        | Clint lánya                                           |
| Cooper Barton        | Ben Sakamoto            | Sándor Barnabás     | Clint fiai                                            |
| Nathaniel Barton     | Cade Woodward           | Mayer Maxim         | Clint fiai                                            |
| Lucky, a pizza kutya | Jolt a Golden retriever | Nem beszél          | Kate örökbefogadott kutyája                           |
| Enrique              | Carlos Navarro          | Dér Zsolt           | A Melegítősök tagja.                                  |
| Grills               | Clayton English         | Novkov Máté         | Szerepjátékosok, akik segítenek Kate-nek és Clintnek. |
| Wendy Conrad         | Adetinpo Thomas         | Nagy Katica         | Szerepjátékosok, akik segítenek Kate-nek és Clintnek. |
| Orville              | Robert Walker-Branchaud | Tokaji Csaba        | Szerepjátékosok, akik segítenek Kate-nek és Clintnek. |
| Caudle kapitány      | Ivan Mbakop             | Seszták Szabolcs    | A New York-i rendőrség nyomozója.                     |
| Armand VII           | Jonathan Bergman        | Kovács András Bátor | Armand Duquesne III unokája                           |

Érdekesség, hogy a sorozat által kitalált  Rogers: A musical-ben látható kartereket, Thor, Loki, Rogers, Bruce Banner/Hulk, Barton, Romanoff, Tony Stark és a Chitauri harcosokat valódi színpadi színészek alakítják.

### Magyar változat
- Magyar szöveg: Gáspár Bence
- Dalszöveg: Nádasi Veronika
- Zenei rendező: Bolba Tamás
- Szinkronrendező: Tabák Kata
- Keverő stúdió: Shepperton International

A szinkront a Mafilm Audio Kft. készítette.

## Epizódok
| Sor. | Év. | Cím                                               | Rendező        | Író                            | Premier                             |
| --- | --- | ------------------------------------------------- | -------------- | ------------------------------ | ----------------------------------- |
| 1. | 1.  | Ne találkozz a hőseiddel (Never Meet Your Heroes) | Rhys Thomas    | Jonathan Igla                  | 2021. november 24. 2022. június 14. |
| A nyitásban a 2012-es eseményeket láthatjuk. A Bishop család házát lerombolja a Chitauri sereg. Az egyik támadót Barton iktatja ki és a többi idegennel is felveszi a harcot. Ennek szemtanúja lesz a fiatal Kate Bishop, aki ott eldönti, hogy olyan hős akar lenni, mint Sólyomszem. Napjainkban Clint New Yorkban tölti az idejét gyermekeivel karácsonykor. Kate, édesanyjával, Eleanorral részt vesz egy jótékonysági aukciós gálán, és megtudja, hogy el lett jegyezve egy bizonyos Jack Duquesne által. A gála alatt egy feketepiaci aukcióba botlik ahol a Bosszúállók épületéből előkerült tárgyakat árvereznek el (pl Ronin kardja és ruhája). A részvevők közt ott van Dusquene valamint nagybátyja, III. Armand. Az árverést megszakítja a Melegítősök tagjai akik egy órát keresnek. Dusquene a támadás káoszában ellopja Ronin kardját, Kate viszont megszerzi Ronin ruháját és elintézi az összes behatolót. Menekülés közben megment egy kóbor kutyát is. Eközben Clint épp hazatér gyerekeivel és látják a TV-ben a Ronin felbukkanásáról szóló híreket. Kate felkeresi Arman házát de a férfit holtan találja. Miközben menekül a tetthelyről a banda tagjai rajtaütnek a lányon, de Barton feltűnik a színen és megmenti őt. |     |                                                   |                |                                |                                     |
| 2. | 2.  | Bújócska (Hide and Seek)                          | Rhys Thomas    | Elisa Climent                  | 2021. november 24. 2022. június 14. |
| Kate és Barton elmennek a lány lakására, de megtámadják őket a Melegítősök. Emiatt menekülni kényszerülnek és még a Ronin ruhát is otthagyják. Ezután átköltöznek egy másik házba. Barton hazaküldi gyermekeit, és megígéri, hogy karácsonyra visszatér hozzájuk. Később visszaszerzi a Ronin ruhát egy élő szerepjátékos eseményről. Kate meg akarja győzni anyját, hogy Dusquene-nek köze van Armand halálához, de a nő kitart újdonsült párja mellett. Clint elfogatja magát a tréningruhásokkal, hogy találkozzon a főnökükkel. A lány kideríti Barton hollétét, de végül őt is elkapják. Az epizód végén felfedik a banda vezetőjétː Maya Lopezt. |     |                                                   |                |                                |                                     |
| 3. | 3.  | Visszhangok (Echoes)                              | Bert és Bertie | Katie Mathewson és Tanner Bean | 2021. december 1. 2022. június 14.  |
| Lopez kihallgatja Bartont és Kate-et Roninról, aki a múltban megölte apját. Bartonnak sikerül kiszabadítania magát és ártalmatlanítania a Melegítősök, de a harc közben hallókészüléke tönkremegy. Később Kate is kiszabadul és megszöknek. Maya és a banda új búvóhelyre költöznek. Kate nyomozásba kezd a banda és Duquesne után ezért betörnek anyja házába majd annak céges fiókjába a Bishop Security bűnügyi adatbázisába, de a lány ki van zárva a rendszerből. Amíg Kate próbálkozik Clint a házba sétálgat amikor Duquesne lefegyverezi a Ronin karddal. |     |                                                   |                |                                |                                     |
| 4. | 4.  | Társak, igaz? (Partners, Am I Right?)             | Bert és Bertie | Heather Quinn és Erin Cancino  | 2021. december 8. 2022. június 14.  |
| A betörést követően lenyugszanak a kedélyek miután felismerik Clintet. Eleanor arra kéri a férfit, hogy tartsa távol lányát a nyomozgatástól majd felhív egy ismeretlen személyt. Clint felesége, Laura segítségével Barton rájön, hogy Duquesne a Sloan Limited vezérigazgatója, ami egy fiktív cég, amellyel a Melegítősök pénzét mossa tisztára. Kate rájön, hogy Clint és Ronin személye ugyanaz. A férfi felkeresi Kazit és megkéri, hogy beszélje le Mayát a Ronin elleni bosszújáról. Kate visszaszerzi Clint trükkös nyilait. Később Laura közli Bartonnal, hogy a Tréningesek által ellopott óra, ami egy nyomkövető, jeleket küld ki egy lakóházból. A csapat fel is keresi a helyet és megtudják, hogy az óra Maya lakásában található, ahol Bartonról és családjáról is feljegyzéseket vezettet. Megjelenik Maya és megtámadja Kate-et, amíg Bartonra egy álarcos valaki támad rá. A harcban Kate megsebesíti Mayát aki elmenekül. Clint leleplezi támadóját aki nem más mint Yelena, Natasa fogadott testvére. Yelena megszökik és Clint megszakítja a kapcsolatot Kate-tel, mert felismerte, hogy ráküldtek egy Fekete Özvegy bérgyilkost és így túl veszélyessé vált a küldetés. |     |                                                   |                |                                |                                     |
| 5. | 5.  | Ronin (Ronin)                                     | Bert & Bertie  | Jenna Noel Frazier             | 2021. december 15. 2022. június 14. |
| 2018-ban Yelena és egy másik Özvegy, Sonya egy Annie nevű nőt próbálnak "felszabadítani" a Fekete Özvegy kontroll program alól, de mint kiderül ő nincs irányítás alatt. Ezt követően Yelena a csettintés áldozatává válik, majd visszatér. Az eltelt 5 év alatt Annie családos ember lett és tőle tudja meg mi történt Natasával. Kate elmondja anyjának amit Duquesne-ről kiderített és a nő ezután a rendőrséghez fordul. A férfit le is tartóztatják. A lány visszatér régi lakásába, amit a Melegítősök felgyújtottak. Ott találja Yelenát, aki felfedi múltját és küldetésétː megölni Bartont. Clint értesíti családját, hogy veszélyben lehetnek, ezután a szerepjátékos társaságból megismert Grills lakására megy aki befogadja. Clint felkeresi a Bosszúállók emlékművét, hogy bocsánatot kérjen Natashától azért, amit tett és amire készül. Felveszi a Ronin ruhát, és szembeszáll Mayával az autóüzletnél, ahol megölte az apját. A harc közben leleplezi magát, és megpróbálja meggyőzni, hogy hagyjon fel bosszújával valamint hagyja békén a családját. Felfedi azt is, hogy egy a informátora szerint a lány főnöke az apja halálát akarta. Maya lefegyverzi a férfit de Kate időben érkezik és sikerül megszökniük. Maya gyanakodni kezd és kérdőre vonja Kazit miért nem volt ott egy gyűlésen amikor apját megölték. Másnap Yelena üzenetet küld Kate-nek és felfedi, hogy anyja, Eleanor bérelte fel, hogy ölje meg Clintet, és hogy Eleanor Maya "nagybátyjával" dolgozik, akit Clint a Vezérként azonosít. |     |                                                   |                |                                |                                     |
| 6. | 6.  | Ez hát a karácsony? (So This Is Christmas?)       | Rhys Thomas    | Jonathan Igla és Elisa Climent | 2021. december 22. 2022. június 14. |
| Eleanor találkozik a Vezérrel, hogy megszakítsák kapcsolatukat, mert lánya túl közel került az igazsághoz. Eleanor ölte Armandot és Duquesne-ra akarta kenni az egészet és a Sloan nevű fiktív céget is hozzá akarta hogy kötődjön. Kiderül, hogy a mackónadrágosok és egyben Echo főnöke is a Vezér. A Clinttől hallottak hatására hátat fordít Kazinak és Vezérnek. Szenteste Barton és Kate részt vesz Eleanor ünnepi partiján, ahol a lány szembenéz anyjával, aki elmondja, hogy kényszerből kellett megállapodnia Vezérrel mert és apja sok pénzzel tartozott a férfinek. Időközben Jack is szabadult a rendőrség keze alul és ő is megjelenik a rendezvényen. Kazi megpróbálja megölni Eleanort Vezér parancsára. Clinttel is szembekerül, de a harcban alul marad. Barton segítséget kér Grillstől és a többi szerepjátékos társaitól és ők mentik ki az embereket a partiról. Jack Duquesne mint kardforgató is segít a harcban. May szembeszáll Kazivel és próbálja jó útra téríteni de kénytelen megölni a férfit. Kate és Clint megküzd a túlerőben lévő bandával. Clintet megtámadja Yelena de Barton végül meggyőzi, hogy nem ő okozta testvére halálát hanem Natasa önként döntött úgy, hogy feláldozza magát. A Vezért megakadályozza, hogy Eleanor megszökjön de lánya szembeszáll a férfivel. Clint trükkös nyilaival meg is tudja állítani őt. Ezután a rendőrség letartóztatja Eleanort Armand meggyilkolása miatt. Vezér megszökik, de összefut Mayával, aki fegyverrel érkezett. A kamera nem mutatja a képet de egy lövés hallatszik. Másnap Clint hazatér a családjához Kate-te és Lucky kutyával. A férfi visszaadja a nyomkövetős órát feleségének Laurának és Kate-te együtt elégetik a Ronin ruhát. A stáblista közepén láthatunk egy musical darabot a Bosszúállók cselekményéről. |     |                                                   |                |                                |                                     |

## Forgatás
A Marvel már 2018. szeptemberében különböző sorozatok fejlesztésén dolgozott amikben a filmes univerzum mellékszereplőinek szántak nagyobb szerepet.
A sorozat konkrét előkészületei 2019. áprilisában megkezdődtek a Sólyomszem sorozat fejlesztése, Renner visszatérésével. A produkcióhoz 2019 szeptemberében csatlakozott Jonathan Igla mint író. A forgatás 2020. decemberében kezdődött el és egészen 2021. áprilisáig tartottak. A felvételek New Yorkban és a Georgia állambeli Atlantában zajlottak.

## Spin-off
Egy tervezett spin-off sorozatban Alaqua Cox, Maya Lopez/Echo karakterével ismerkedhetünk meg. Az írók Etan Cohen és Emily Cohen.